# Подгорная (приток Вороны)
Подго́рная (Подго́рный) — река в России, протекает в Тамбовской области. Правый приток реки Вороны.

## География
Река Подгорная берёт начало юго-западнее села Отхожее Ржаксинского района. Течёт в юго-восточном направлении по открытой местности. Устье реки находится в черте города Уварово в 133 км по правому берегу реки Ворона. Длина реки составляет 26 км, площадь водосборного бассейна 165 км². Высота устья — 133,3 м над уровнем моря.

## Данные водного реестра
По данным государственного водного реестра России относится к Донскому бассейновому округу, водохозяйственный участок реки — Ворона, речной подбассейн реки — Хопер. Речной бассейн реки — Дон (российская часть бассейна).
Код объекта в государственном водном реестре — 05010200212107000006830.